# Peter Sollett
Peter Sollett (né en 1976 à Brooklyn, New York) est un scénariste et réalisateur américain.

## Biographie
Peter Sollett naît dans le quartier Bensonhurst, Brooklyn à New York.
La vie de quartier marque ses deux premiers films : Five Feet High and Rising et Long Way Home.
Le premier qui est un court-métrage, obtient un certain nombre de prix dont celui de la Cinéfondation au Festival de Cannes en 2000. Les acteurs du film sont des adolescents sans expérience professionnelle.
En 2001, à 27 ans, fort de l'intérêt suscité par cette première œuvre, Peter Sollett et sa coscénariste Eva Vives, tournent Long Way Home avec les mêmes interprètes. Le film est un succès. Il décroche le Grand prix du festival de Deauville en 2002.
En janvier 2019 il est annoncé à la réalisation du film Minecraft, adapté du célèbre jeu-vidéo.

## Filmographie
- 2000 : Five Feet High and Rising (court métrage)
- 2002 : Long Way Home (Raising Victor Vargas)
- 2008 : Une nuit à New York (Nick and Norah's Infinite Playlist)
- 2015 : Freeheld